# Lipnik (rejon żółkiewski)
Lipnik (ukr. Липник) – wieś na Ukrainie w rejonie lwowskim (wczesniej w rejonie żółkiewskim) obwodu lwowskiego.
We wsi znajduje się cerkiew Wniebowstąpienia Pańskiego zbudowana w latach 1768-1780, przystanek kolejowy Lipnik oraz cmentarz wojenny z czasów I wojny światowej, odnowiony w 1993 roku.

## Historia
Pod koniec XIX w. Lipnik był największą z wsi składających się na okolicę szlachecką Kamionka Wołoska w powiecie rawskim.